# Emile de Antonio
Emile Francisco de Antonio (Scranton, 14 maggio 1919 – New York, 15 dicembre 1989) è stato un regista, produttore cinematografico e attore statunitense.

## Filmografia

### Regista e produttore
- Point of Order! (Documentario) (1964)
- In the Year of the Pig (Documentario) (1968)
- Millhouse (Documentario) (1970)
- Painters Painting (Documentario) (1972)
- In the King of Prussia (1982)
- Mr. Hoover and I (Documentario) (1989)

### Regista
- Rush to Judgment (Documentario) (1967)
- America Is Hard to See (Documentario) (1970)
- McCarthy: Death of a Witch Hunter (Documentario) (1975)
- Underground (Documentario) (1976)

### Attore
- Drunk, regia di Andy Warhol (1965)
- Candy Mountain, regia di Robert Frank e Rudy Wurlitzer (1987)
- Shadows in the City, regia di Ari M. Roussimoff (1991)